# Lomelosia sphaciotica
Lomelosia sphaciotica är en tvåhjärtbladig växtart. Lomelosia sphaciotica ingår i släktet Lomelosia och familjen Dipsacaceae.

## Underarter
Arten delas in i följande underarter:
- L. s. decalvans
- L. s. sphaciotica